# Sunnyslope (Washington)
Sunnyslope  est une census-designated place américaine, dans l'État de Washington. 
La population était de 3 252 habitants en 2010.